# Japón en la Copa Mundial de Rugby de 2023
La Selección de rugby de Japón fue uno de los 20 participantes de la Copa Mundial de Rugby de 2023 que se realizó en Francia.
Fue la decima participación de los Cherry Blossoms en la Copa Mundial de Rugby.

## Plantel
El 18 de agosto de 2023, Jamie Joseph anunció los 33 jugadores para el equipo de la Copa Mundial de Rugby de 2023.
El 18 de agosto de 2023, James Moore fue descartado del Mundial, tras ser retirado por problemas físicos y fue sustituido en la plantilla por Uwe Helu.
El 29 de agosto de 2023, Uwe Helu y Shōgo Nakano fueron descartados de la Copa del Mundo, tras ser retirados por problemas de rendimiento, y fueron reemplazados por Amato Fakatava y Kanji Shimokawa.
| Nombre              | Posición       | Fecha de nacimiento      | Encuentros | Club                      |
| ------------------- | -------------- | ------------------------ | ---------- | ------------------------- |
| Shota Horie         | hooker         | 21 de enero de 1986      | 72         | Saitama Wild Knights      |
| Kosuke Horikoshi    | hooker         | 2 de junio de 1995       | 7          | Tokyo Sungoliath          |
| Atsushi Sakate      | hooker         | 21 de junio de 1993      | 37         | Saitama Wild Knights      |
| Asaeli Ai Valu      | pilar          | 7 de mayo de 1989        | 26         | Saitama Wild Knights      |
| Sione Halasili      | pilar          | 15 de octubre de 1999    | 0          | Yokohama Canon Eagles     |
| Keita Inagaki       | pilar          | 2 de junio de 1990       | 49         | Saitama Wild Knights      |
| Koo Ji-won          | pilar          | 20 de julio de 1994      | 25         | Kobelco Kobe Steelers     |
| Shinnosuke Kakinaga | pilar          | 19 de noviembre de 1991  | 12         | Tokyo Sungoliath          |
| Craig Millar        | pilar          | 29 de octubre de 1990    | 13         | Saitama Wild Knights      |
| Jack Cornelsen      | segunda línea  | 13 de octubre de 1994    | 16         | Saitama Wild Knights      |
| Warner Dearns       | segunda línea  | 11 de abril de 2002      | 7          | Toshiba Brave Lupus Tokyo |
| Amato Fakatava      | segunda línea  | 7 de diciembre de 1994   | 3          | Black Rams Tokyo          |
| Amanaki Saumaki     | segunda línea  | 8 de marzo de 1997       | 1          | Kobelco Kobe Steelers     |
| Shota Fukui         | ala            | 28 de septiembre de 1999 | 2          | Saitama Wild Knights      |
| Ben Gunter          | ala            | 24 de octubre de 1997    | 8          | Saitama Wild Knights      |
| Kazuki Himeno (c.)  | ala            | 27 de julio de 1994      | 29         | Toyota Verblitz           |
| Lappies Labuschagné | ala            | 11 de enero de 1989      | 16         | Kubota Spears             |
| Michael Leitch      | ala            | 7 de octubre de 1988     | 27         | Toshiba Brave Lupus Tokyo |
| Kanji Shimokawa     | ala            | 17 de enero de 1999      | 2          | Tokyo Sungoliath          |
| Kenta Fukuda        | medio scrum    | 19 de diciembre de 1996  | 0          | Toyota Verblitz           |
| Yutaka Nagare       | medio scrum    | 4 de septiembre de 1992  | 34         | Tokyo Sungoliath          |
| Naoto Saito         | medio scrum    | 26 de agosto de 1997     | 15         | Tokyo Sungoliath          |
| Jumpei Ogura        | medio apertura | 11 de julio de 1992      | 4          | Yokohama Canon Eagles     |
| Rikiya Matsuda      | medio apertura | 3 de mayo de 1994        | 33         | Saitama Wild Knights      |
| Lee Seung-sin       | medio apertura | 13 de enero de 2001      | 10         | Kobelco Kobe Steelers     |
| Ryoto Nakamura      | centro         | 3 de junio de 1991       | 35         | Tokyo Sungoliath          |
| Dylan Riley         | centro         | 2 de mayo de 1997        | 14         | Saitama Wild Knights      |
| Tomoki Osada        | centro         | 25 de noviembre de 1999  | 4          | Saitama Wild Knights      |
| Siosaia Fifita      | wing           | 20 de diciembre de 1998  | 12         | Toyota Verblitz           |
| Lomano Lemeki       | Wing           | 20 de enero de 1989      | 16         | Green Rockets Tokatsu     |
| Semisi Masirewa     | wing           | 9 de junio de 1992       | 5          | Hanazono Kintetsu Liners  |
| Jone Naikabula      | wing           | 12 de abril de 1994      | 4          | Toshiba Brave Lupus Tokyo |
| Kotaro Matsushima   | zaguero        | 26 de febrero de 1993    | 51         | Saitama Wild Knights      |

## Partidos de preparación
- Japón participó en la Pacific Nations Cup 2023 como preparación al torneo.

| 8 de julio de 2023 | Japón XV | 6 - 38 | All Blacks XV |  |  |

| 15 de julio de 2023 | Japón | 27 - 41 | All Blacks XV |  |  |

| 26 de agosto de 2023 | Italia | 42 - 21 | Japón |  |  |

## Participación

### Grupo D
| Posición | Selección  | Partidos | Partidos | Partidos  | Partidos | Tries a favor | Tantos  | Tantos    | Tantos     | Puntos extra | Puntos |
| Posición | Selección  | jugados  | ganados  | empatados | perdidos | Tries a favor | a favor | en contra | diferencia | Puntos extra | Puntos |
| -------- | ---------- | -------- | -------- | --------- | -------- | ------------- | ------- | --------- | ---------- | ------------ | ------ |
| 1.       | Inglaterra | 4        | 4        | 0         | 0        | 17            | 150     | 39        | +111       | 2            | 18     |
| 2.       | Argentina  | 4        | 3        | 0         | 1        | 15            | 127     | 69        | +58        | 2            | 14     |
| 3.       | Japón      | 4        | 2        | 0         | 2        | 12            | 109     | 107       | +2         | 1            | 9      |
| 4.       | Samoa      | 4        | 1        | 0         | 3        | 11            | 92      | 75        | +18        | 3            | 7      |
| 5.       | Chile      | 4        | 0        | 0         | 4        | 4             | 27      | 215       | -188       | 0            | 0      |

#### Partidos
| 10 de septiembre de 2023 | Japón | 42 – 12 | Chile | Stadium de Toulouse, Toulouse |  |

| 17 de septiembre de 2023 | Inglaterra | 34 – 12 | Japón | Estadio de Niza, Niza |  |

| 28 de septiembre de 2023 | Japón | 28 – 22 | Samoa | Stadium de Toulouse, Toulouse |  |

| 8 de octubre de 2023 | Japón | 27 – 39 | Argentina | Stade de la Beaujoire, Nantes |  |